# Hevel Lahish
Hevel Lahish (în ebraică - חבל לכיש

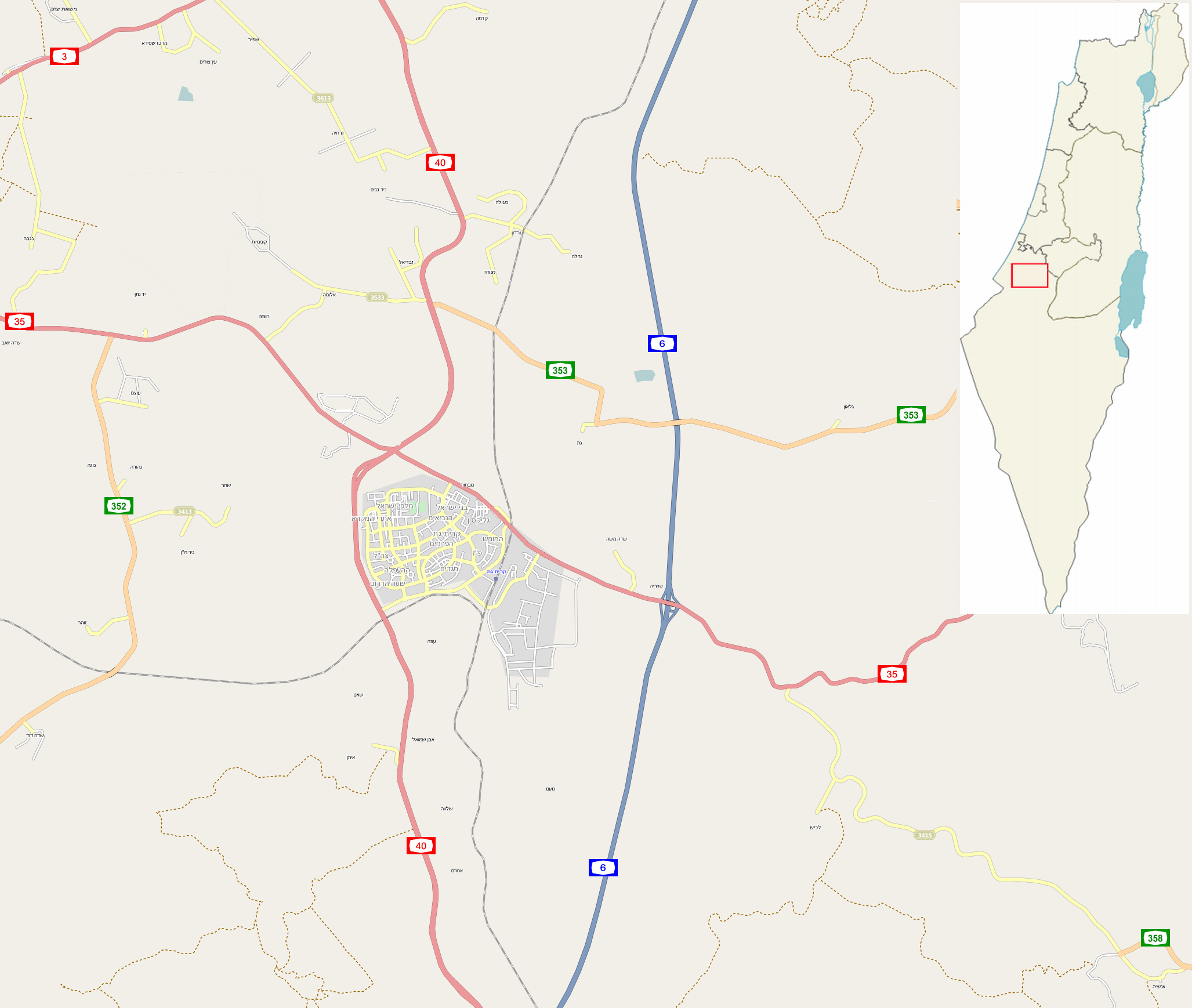
Hevel Lahish

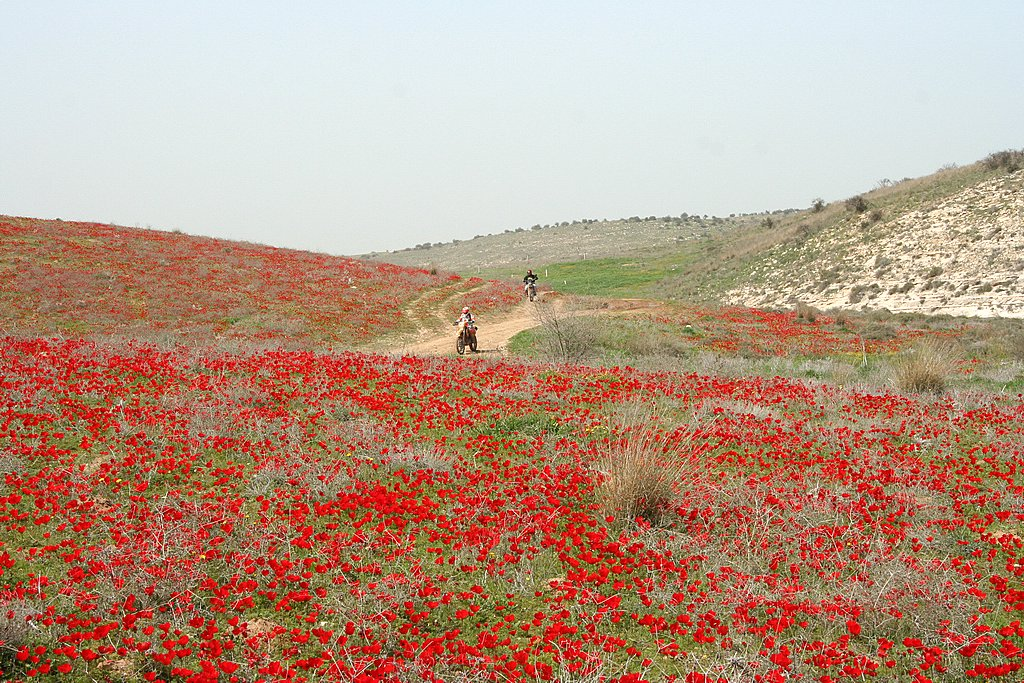
Câmp de anemone lângă moshavul Amatzia din Hevel Lahish

este o zonă de populare din centrul Israelului, în sudul șesului litoralului și regiunea Hashefelá, situată între Munții Iudeei, mai precis poalele Muntelui Hebron, la est și orașul Ashkelon și Fâșia Gaza la vest. În centrul ei se află orașul Kiryat Gat.

## Denumirea
Numele regiunii se trage de la orașul antic biblic Lahish, iar cuvântul „hevel” sau „hevel eretz” înseamnă ținut, zonă sau regiune. 

## Istorie
În vremea stăpânirii otomane și britanice în Palestina au existat în zona câteva sate arabe Al Faludja, Iraq al Manshiye etc care au fost părăsite de locuitorii lor arabi palestinieni în cursul luptelor din cursul războiului arabo-israelian din 1948-1949. 
Înaintea independenței Israelului, au luat ființă în regiune trei kibuțuri:Negba, Gat si Galon. Alte douăzeci de localități au fost create după crearea Israelului, la începutul anilor 1950 , apoi între 1954-1961.
Dezvoltarea zonei a început în anul 1954 când Agenția Evreiască pentru Israel a creat o "Autoritate a Zonei Lahish" în scopul de a integra aici un număr mare de noi imigranți veniți în Israel în anii 1950, și de a stabili o continuitate de populație israeliană între Fâșia Gaza, aflată în vremea aceea sub administrația Egiptului, și regiunea Hebron, care fusese anexată de Iordania. Așezările au fost concepute ca unități uniforme din punct de vedere al originii comunitare a locuitorilor, ținându-se cont de experiența unor așezări precedente. La început administrația de tranziție a fost externă, apoi localitățile au devenit moshavuri (cooperative agricole semi private) cu autogestiune. Aceasta tranziție a fost necesară pentru că majoritatea celor veniți proveneau din așezări urbane și nu a aveau experiență în agricultură.
Hevek Lahish a cunoscut perioade economice dificile în anii 1960, și iarăși, odată cu criza generală a agriculturii din Israel în anii 1980.
După dezangajarea unilaterală a Israelului din Fâșia Gaza în anul 2004, care s-a însoțit de evacuarea așezărilor evreiești implantate în anii 1967- 2004 în regiunea denumită Gush Katif din Fâșia Gaza, Hevel Lahish i-a primit pe locuitorii evacuați.

## Așezările din Hevel Lahish
Din punct de vedere administrativ localitățile din Hevel Lahish aparțin de trei consilii regionale:
Lahish, Shafir și Yoav.
- Ahuzam, moshav
- Amatzia, moshav
- Eitan, moshav
- Eliav (in trecut:Haruv) - așezare comunitară mixtă
- Even Shmuel, centru rural
- Galon, kibuț
- Gat, kibuț
- Kohav Mihael
- Komemyut, moshav
- Lahish, moshav
- Menuha, moshav
- Nahala , moshav
- Negba, kibuț
- Nehora, centru rural
- Nir Hen, moshav
- Noga, moshav
- Revaha, moshav
- Sde David, moshav
- Sde Moshe, moshav
- Sde Yoav, kibuț
- Shahar, moshav
- Shekef, moshav
- Tlamim, moshav
- Uza, moshav
- Yad Nathan
- Zavdiel, moshav
- Zohar, moshav

## Obiective turistice
- Tel Lahish -  parc national și sit arheologic, ruinele orașului antic Lahish.
- Mormântul șeicului Ali pe vârful dealului Ghivat Gad,înalt de 412 metri, în rezervația naturală cu același nume, punct de observație al peisajului înconjurător. In jur - păduri, cu roșcovi și arbori de fistic atlantic
- Peșterile Hazan, cu ascunzișuri ale luptătorilor lui Shimon Bar Kohba din antichitate
- barajul de pe rîul Adoraiym
- Tel Beit Mirsham (din arabă „Tel Beit Mirsim”), lângă fostul sat arab Beit Mirsim, ai cărui locuitori au trăit pe vremuri din jaful de antichități de pe Tel. Aici a fost un sit arheologic excavat de William Albright, care credea ca se afla pe locul așezării biblice Dvir.